# جوناثان مونسالف
جوناثان مونسالف (بالإسبانية: Jonathan Monsalve)‏ (و. 1989  م) هو راكب دراجة هوائية فنزويلي، ولد في باريناس، شارك في طواف إيطاليا 2014، وركوب الدراجات في الألعاب الأولمبية الصيفية 2016.

## سجل الفوز

### سباقات أو مراحل فاز بها
| التاريخ        | السباق                         | المركز                  |
| -------------- | ------------------------------ | ----------------------- |
| 17 يناير 2009  | 2009 Vuelta al Táchira         | المركز الثالث           |
| 29 أغسطس 2010  | Tour de la Vallée d'Aoste 2010 | المركز الثاني           |
| 01 فبراير 2011 | طواف لانكاوي 2011              | الفائز في التصنيف العام |
| 01 يونيو 2014  | طواف إيطاليا 2014              | السادس في تصنيف الجبال  |
| 01 يناير 2016  | فويلتا فنزويلا 2016            | الفائز في التصنيف العام |
| 22 يناير 2017  | فولتا تاشيرا 2017              | الفائز في ترتيب النقاط  |
| 29 يوليو 2017  | طواف بحيرة تشينغهاي 2017       | الفائز في التصنيف العام |
| 26 نوفمبر 2017 | طواف سنجكارك 2017              | المركز الثالث           |
| 21 يناير 2018  | فولتا تاشيرا 2018              | السابع في تصنيف النقاط  |
| 06 أبريل 2018  | طواف تايلاند 2018              | التاسع في تصنيف الجبال  |
| 04 أغسطس 2018  | طواف بحيرة تشينغهاي 2018       | التاسع في التصنيف العام |

## روابط خارجية
- جوناثان مونسالف على موقع أرشيف الدراجات (الإنجليزية)
- جوناثان مونسالف على موقع إحصائيات الدراجات الإحترافية (الإنجليزية)
- جوناثان مونسالف على موقع نسبة الدراجات (الإنجليزية)
- جوناثان مونسالف على موقع CycleBase (الإنجليزية)
- جوناثان مونسالف على موقع CyclingDatabase.com (مؤرشف) (الإنجليزية)
- جوناثان مونسالف على موقع اللجنة الأولمبية الدولية (الإنجليزية)
- جوناثان مونسالف على موقع أوليمبيديا (الإنجليزية)